# Tommaso Landolfi
Tommaso Landolfi (Pico, 9 agosto 1908 – Ronciglione, 8 luglio 1979) è stato uno scrittore, poeta, traduttore e glottoteta italiano.
Anche se poco noto al grande pubblico, complice la lingua estremamente ricercata e barocca e la prosa caratterizzata da uno spiccato sperimentalismo linguistico, per certi versi assimilabile alla poetica del Surrealismo, ma anche una sua certa distanza dalle tendenze letterarie italiane, sia prima, sia dopo la seconda guerra mondiale, è considerato uno degli scrittori italiani di maggior rilievo del Novecento.
I suoi racconti, secondo Arnaldo Bocelli, «sono, propriamente, fantasie, composizioni, capricci in senso tra musicale e pittorico, nei quali l'estro, l'umore si accompagnano ad una strenua casistica e i motivi lirici nascono da una riflessione critica del reale, da un gusto formatosi all'incrocio di diverse letterature».

## Biografia
Tommaso Landolfi nacque a Pico, un paesino di campagna situato al secolo nell'allora provincia di Terra di Lavoro (confluito poi, nel 1927, nella neocostituita provincia di Frosinone), il 9 agosto del 1908, figlio di Pasquale Landolfi, un proprietario terriero appartenente ad una famiglia aristocratica, tra le più antiche della zona e per lungo tempo fedele alla dinastia dei Borbone (Landolfi stesso amava definirsi un «rappresentante genuino della gloriosa nobiltà meridionale»), e di Maria Gemma Nigro, detta Ida. Era ateo.
Nel 1932 conseguì la laurea in Lingua e letteratura russa presso l'Università degli Studi di Firenze, discutendo una tesi sulla poetessa Anna Andreevna Achmatova. Nel capoluogo toscano, collabora a diverse riviste letterarie, quali Letteratura e Campo di Marte.
Nel 1937 pubblica la sua prima raccolta di racconti, precedentemente apparsi su riviste, Dialogo dei massimi sistemi. Seguono altre prove narrative, tra il fantastico ed il grottesco, che caratterizzano la produzione del primo Landolfi, tra i quali spicca il breve romanzo gotico Racconto d'autunno, del 1947. Evidente, già dalle prime opere, il tema della vanità dell'agire umano, trattato con apparente e spesso divertita leggerezza, che può però trasformarsi in disperazione e delirio romantico, quando si autocompiace nella propria ironica tristezza.
Salvo brevi soggiorni all'estero, la vita di Landolfi si svolge per lo più tra Roma, le case da gioco di San Remo e di Venezia e la tenuta di famiglia a Pico. Nonostante un'esistenza appartata e lontana dai salotti intellettuali e mondani, il suo lavoro è riconosciuto da rinomati autori e critici quali Giorgio Bassani, Mario Soldati, Eugenio Montale, Carlo Bo ed Italo Calvino, che ne curerà anche un'antologia nel 1982. Calvino, sull'atteggiamento di Landolfi, così ebbe a scrivere:
Il demone del gioco, assieme ad altri motivi autobiografici, è al centro delle sperimentali opere "metadiaristiche" LA BIERE DU PECHEUR (1953), Rien va (1963) e Des mois (1967). Nel 1975 vince il premio Strega con la raccolta di racconti A caso.
È stato collaboratore fisso, tra il 1939 ed il 1941, del settimanale Oggi di Arrigo Benedetti. Più tarde sono invece le collaborazioni con Il Mondo di Pannunzio ed il Corriere della Sera.
Si ammala di una lunga e dolorosa malattia, complice il clima rigido e umido di Pico, dal quale cerca sollievo nelle località liguri di Sanremo e Rapallo. Nel marzo del 1978 è già al terzo ricovero, presso l'ospedale di Sanremo, per un ennesimo attacco di cuore, al quale segue la ricerca dell'isolamento e della solitudine. Ed è proprio in solitudine, mentre la figlia è assente per qualche ora, che è colpito da un enfisema polmonare: si spegne a Ronciglione, in provincia di Viterbo, l'8 luglio del 1979.

Francobollo dedicato allo scrittore

Dal 1992 le maggiori opere, pubblicate in precedenza da Vallecchi ed altri editori, ed ormai fuori catalogo, vengono ripubblicate dalla casa editrice Adelphi a cura di Idolina Landolfi, figlia dell'autore. Nel 1996, sotto la presidenza di Idolina, nasce il Centro Studi Landolfiani, che pubblica il bollettino «Diario perpetuo».

## Lo stile
Italo Calvino, nella sua Postfazione all'antologia del 1982, indica una parentela letteraria tra le opere di Landolfi e quelle degli scrittori francesi Jules Amédée Barbey d'Aurevilly e Auguste de Villiers de L'Isle-Adam, mentre Carlo Bo ha più volte dichiarato come Landolfi sia, dopo D'Annunzio, il primo scrittore ad avere il dono di giocare con la lingua italiana e, di conseguenza, avere la capacità di manipolarla a proprio piacimento. La scrittrice Susan Sontag, in una sua retrospettiva critica sul profilo letterario dell'autore, collocava idealmente la sua opera tra quella di Jorge Luis Borges e quella di Karen Blixen, mentre altri hanno indicato dei parallelismi con autori quali Edgar Allan Poe e Nikolaj Vasil'evič Gogol'.
Centrale è nella sua opera la critica alle "magnifiche sorti e progressive" della moderna società dei consumi ma, rispetto a quella degli scrittori impegnati, essa è condotta da un punto di vista aristocratico e conservatore, riverberandosi altresì nel linguaggio, attraverso uno stile altamente barocco e sperimentale.
Landolfi, infatti, nutre un sincero interesse per le possibilità della lingua, benché non sia uno scrittore d'avanguardia ma piuttosto un conservatore. Per esempio, nel racconto La passeggiata, che alla persona dotata di un vocabolario medio pare un racconto astruso ed incomprensibile, Landolfi fa sfilare una serie di vocaboli arcaici, gergali o comunque desueti, ma tutti presenti nel dizionario. Una glossolalia la sua, come direbbe Giorgio Agamben, da leggere con una continua sorpresa, dizionario alla mano (il suo era uno Zingarelli, ma usava anche il Tommaseo-Bellini).
L'inizio del racconto recita così:
(La passeggiata (1966))
L'esempio in Landolfi non è isolato, infatti questo stesso parlar per glosse lo si può rintracciare, alle volte portato alle sue estreme conseguenze, in tantissimi altri componimenti suoi, come ad esempio nel racconto metaletterario Conferenza personalfilologicodrammatica con implicazioni.
Landolfi è capace di dare leggerezza a fattarelli quotidiani ed illuminarli di nuova luce, anche solo con un vocabolo, come fa chiamando le omelette pesceduovo.
Landolfi ama anche inventare ed affronta problemi di linguistica, come nel caso della celebre poesia in una lingua da lui stesso creata, che inizia così:
Aga magera difura natun gua mesciun
Sanit guggernis soe wali trussan garigur
Gunga bandura kuttavol jeris-ni gillara....
Questa poesia, quasi una formula magica, si trova all'interno del racconto concettuale e tragicamente ironico Dialogo dei massimi sistemi (1937), che dà il titolo all'omonima raccolta, incentrato sul paradossale dilemma linguistico di un idioma comprensibile solo al parlante, ed al valore intrinseco, se esiste, di una poesia scritta in tale lingua. La poesia viene scelta, nel 1994, per dare il titolo al Dizionario delle lingue immaginarie di Paolo Albani e Berlinghiero Buonarroti.

## Archivio
Il Fondo del Centro Studi Landolfiano è stato donato alla Biblioteca Umanistica di Siena. Contiene il materiale raccolto dalla figlia Idolina, fra cui lavori critici su Landolfi e prime pubblicazioni di sue opere e traduzioni. Contiene inoltre la biblioteca personale di Idolina stessa e un ampio carteggio. Al gennaio 2018, la gran parte dei manoscritti di Landolfi è ancora proprietà privata del figlio e non pubblicamente consultabile.
Il materiale archivistico e librario di Tommaso Landolfi, raccolto dal Centro studi, è pervenuto in forma di donazione alla Biblioteca della Facoltà di Lettere e Filosofia dell'Università di Siena nel 2010, per volontà della figlia Idolina. È costituito da: Corrispondenza; Raccolte di materiale bibliografico, di giornali, riviste: due scatole conservano raccolte di riviste, prevalentemente letterarie; Il resto del materiale conservato è composto da ritagli o fotocopie di articoli di giornale relativi allo stesso Landolfi; carte sciolte; sei taccuini manoscritti; una cartellina con contratti e iniziative cinematografiche e teatrali; una cartella con articoli sull'opera di Landolfi, divisi per autori. Inoltre la sua Biblioteca di circa 440 libri.

## Opere

### Romanzi
- La pietra lunare. Scene della vita di provincia, Firenze: Vallecchi, 1939, 1944; Milano: Mondadori, 1968 ("Oscar" n. 147); con una nota di Andrea Zanzotto, Milano: Rizzoli, 1990; a cura di Idolina Landolfi e con l'appendice Dal giudizio del signor Giacomo Leopardi sulla presente opera, Milano: Adelphi, 1995, 2004.
- Il principe infelice, Firenze: Vallecchi, 1943, 1954; Firenze: Giunti Marzocco, 1985; come Il principe infelice e altre storie per bambini, Milano: Adelphi, 2004. (romanzo per bambini)
- Racconto d'autunno, Firenze: Vallecchi, 1947, 1963; Milano: Rizzoli, 1975, 1990; a cura di Idolina Landolfi, Milano: Adelphi, 2005.
- Un amore del nostro tempo, Firenze: Vallecchi, 1965; a cura di Idolina Landolfi, Milano: Adelphi, 1993.

### Racconti

#### Raccolte di racconti
- Dialogo dei massimi sistemi, Firenze: Parenti, 1937; Milano: Rizzoli, 1975; a cura di Idolina Landolfi, Milano: Adelphi, 1996.
- II mar delle blatte e altre storie, Roma: Edizioni della Cometa, 1939; Milano: Rizzoli, 1975; a cura di Idolina Landolfi, Milano: Adelphi, 2007.
- La spada, Firenze: Vallecchi, 1942[21], 1944; Milano: Rizzoli, 1976; Milano: Adelphi, 2001.
- Ombre, Firenze: Vallecchi, 1954; a cura di Idolina Landolfi, Milano: Adelphi, 1994.
- In società (precedentemente apparsi su Il Mondo ed altre riviste), Firenze: Vallecchi, 1962; Milano: Adelphi, 2006.
- Tre racconti, Firenze: Vallecchi, 1964, Premio Selezione Campiello[22]; con introduzione di Carlo Bo, Milano: Rizzoli, 1990; a cura di Idolina Landolfi, Milano: Adelphi, 1998.
- Racconti impossibili, Firenze: Vallecchi, 1966; a cura di Giovanni Maccari, Milano: Adelphi, 2017
- Colloqui, in AA.VV., Sei racconti, Milano: Rizzoli, 1967. (racconti per bambini)
- Le labrene, Milano: Rizzoli, 1974; Premio Selezione Campiello[22] a cura di Idolina Landolfi, Milano: Adelphi, 1994.
- A caso, Milano: Rizzoli, 1975; Milano: Club degli editori, 1976 (per la collana I grandi premi letterari italiani), 1993; Torino: UTET, 2007 (per la collana Premio Strega);[23] Milano: Adelphi, 2018.
- Il gioco della torre (precedentemente apparsi sul Corriere della Sera), pubblicata postuma, Milano: Rizzoli, 1987.
- Diario perpetuo, a cura di Giovanni Maccari, Milano: Adelphi, 2012. (pubblicata postuma, contiene racconti precedentemente apparsi su Il Mondo e sul Corriere della Sera)

#### Racconti non antologizzati
- Le due zittelle, apparso a puntate su Il Mondo nel 1945; in volume, Milano: Bompiani, 1946; Milano: SE, 1985; a cura di Idolina Landolfi, Milano: Adelphi, 1992.
- Cancroregina, Firenze: Vallecchi, 1950; Milano: Guanda, 1982.
- La raganella d'oro, Firenze: Vallecchi, 1954; ristampato in AA. VV. La bottega dello stregone, a cura di Enrico Ghidetti e Leonardo Lattarulo, Milano: Editori Riuniti, 1985. (racconto per bambini)
- Ottavio di Saint-Vincent, apparso in cinque puntate su Il Mondo tra il dicembre del 1956 ed il gennaio del 1957; in volume, preceduto dalla ristampa di Le due zittelle, Firenze: Vallecchi, 1958; Premio Viareggio di Narrativa[24] Milano: Rizzoli, 1979; Milano: Adelphi, 2000.
- Voci di lassù, in  Paragone Letteratura, 72/73/74 (690/692/694), agosto-dicembre 2007.

### Diari
- LA BIERE DU PECHEUR (in maiuscolo), Firenze: Vallecchi, 1953; Milano: Longanesi, 1970; con prefazione di Edoardo Sanguineti, Milano: Rizzoli, 1989; a cura di Idolina Landolfi, Milano: Adelphi, 1999.
- Rien va, Firenze: Vallecchi, 1963; Milano: Longanesi, 1970; Milano: Rizzoli, 1984; Milano: Adelphi, 1998.
- Des mois, Firenze: Vallecchi, 1967; Milano: Longanesi, 1972; a cura di Idolina Landolfi, con prefazione di Enzo Siciliano, Milano: Rizzoli, 1991; Milano: Adelphi, 2016.

### Raccolte di poesie
- Filastrocche, in AA.VV., Le nuove filastrocche, Milano: Rizzoli, 1968.
- Breve canzoniere, Firenze: Vallecchi, 1971.
- Viola di morte, Firenze: Vallecchi, 1972; Milano: Adelphi, 2011.
- Il tradimento, Milano: Rizzoli, 1977; Premio Viareggio di Poesia[24] Milano: Adelphi, 2014

### Drammaturgie
- Landolfo VI di Benevento, Firenze: Vallecchi, 1959 (tragedia in endecasillabi sciolti, liberamente ispirata alla vita di Landolfo VI di Benevento).
- Scene dalla vita di Cagliostro, trasmesso dalla Rai-TV il 14 maggio del 1961; in volume, Firenze: Vallecchi, 1963.
- Faust '67, Firenze: Vallecchi, 1969.

### Saggistica
- Mezzacoda, Venezia: Il sodalizio del libro, 1958 [edizione fuori commercio]. (raccolta di articoli)
- Se non la realtà, Firenze: Vallecchi, 1960; Milano: Adelphi, 2003. (raccolta di articoli, in precedenza apparsi su Il Mondo e altre riviste)
- Un paniere di chiocciole. Cinquanta elzeviri, Firenze: Vallecchi, 1968; Milano, Adelphi, 2025, ISBN 978-88-459-3981-5. (raccolta di articoli, precedentemente apparsi sul Corriere della Sera)
- Gogol a Roma, Firenze: Vallecchi, 1971; Milano: Adelphi, 2002. (raccolta di saggi di critica letteraria)
- Del meno. Cinquanta elzeviri, Milano: Rizzoli, 1978; Milano, Adelphi, 2019. (raccolta di articoli)
- I russi, a cura di Giovanni Maccari, Milano: Adelphi, 2015. (raccolta postuma degli scritti sulla Letteratura Russa)

### Traduzioni
Come le sue opere narrative e saggistiche, anche le sue traduzioni sono tutte in corso di ripubblicazione presso l'Editore Adelphi.
- Nikolaj Vasil'evič Gogol', Racconti di Pietroburgo, 1941; Milano: Adelphi, 2000.
- Novalis, Enrico di Ofterdingen, 1942; Milano: Adelphi, 1997.
- Jacob e Wilhelm Grimm, Fiabe, sette fiabe, Milano: Adelphi, 1999.
- Prosper Mérimée, I falsi Demetrii, 1944.
- Aleksandr Sergeevič Puškin, La dama di picche, Il fabbricante di bare, Il mastro di posta, 1948; come La dama di picche e altri racconti, a cura di Idolina Landolfi, Milano: Adelphi, 2000.
- Ivan Sergeevič Turgenev, Il prato di Bežin, La reliquia vivente, Mumù, 1948.
- Fëdor Dostoevskij, Ricordi dal sottosuolo, 1948; Firenze: Vallecchi, 1964; Milano: Longanesi, 1971 (coll. "I libri pocket", 295); con un'introduzione di Alberto Moravia, Milano: Rizzoli, 1975, 1984 (coll. "BUR", L54), 1990 (coll. "BUR Superclassici, 29); con uno scritto di Tzvetan Todorov, Milano: SE, 1993 (coll. "L'altra biblioteca", 69); a cura di Idolina Landolfi, Milano: Adelphi, 1995, 2007 (coll. "Piccola Biblioteca Adelphi", 356); con illustrazioni di Flavio Costantini, Milano: Nuages, 1997 (ISBN 88-86456-24-7).
- Lev Tolstoj, La morte di Ivan Il'ič. Tre morti, in Narratori russi, Bompiani, Milano, 1948; Rizzoli, Milano, 1976; Adelphi, Milano, 1996-2023
- Anton Čechov, La lettura, Kaštanka, 1948.
- Ivan Alekseevič Bunin, La grammatica dell'amore, 1948.
- Charles Nodier, La novena della Candelora, Inés de Las Sierras, 1951.
- Hugo von Hofmannsthal, Le nozze di Sobeide. Il Cavaliere della Rosa, Collana Cederna n.5, Vallecchi, Firenze, 1959; Collana Piccola Biblioteca n.678, Adelphi, Milano, 2015.
- Aleksandr Sergeevič Puškin, Poemi e liriche, 1960; traduzione e introduzione di Tommaso Landolfi, Milano: Adelphi, 2001.
- Aleksandr Sergeevič Puškin, Teatro e favole, 1961; Milano: Adelphi, 2005.
- Michail Jur'evič Lermontov, Liriche e poemi, 1963.
- Fëdor Ivanovič Tjutčev, Poesie, Torino: Einaudi, 1964.
- Nikolaj Semënovič Leskov, Il viaggiatore incantato, Torino: Einaudi, 1967; a cura di Idolina Landolfi, Milano: Adelphi, 2004.

### Antologie
- Racconti (comprende, con poche variazioni, Dialogo dei massimi sistemi, Il Mar delle Blatte e altre storie, La spada, Le due zittelle, Cancroregina, Ombre, Ottavio di Saint-Vincent), Firenze: Vallecchi, 1961.
- Le più belle pagine di Tommaso Landolfi, a cura di Italo Calvino, Milano: Rizzoli, 1982; Milano: Adelphi, 2001.
- Opere, I (1937-1959), a cura di Idolina Landolfi, prefazione di Carlo Bo, Milano: Rizzoli, 1991.
- Opere, II (1960-1971), a cura di Idolina Landolfi, Milano: Rizzoli, 1992.

## Prosa radiofonica Rai
- Palcoscenico girevole, commento musicale di Gino Modigliani, regia di Franco Rossi, trasmessa il 25 febbraio 1948